# 南九州市立別府小学校
南九州市立別府小学校（みなみきゅうしゅうしりつべっぷしょうがっこう）は、鹿児島県南九州市頴娃町別府にある公立小学校。

## 沿革
- 1873年（明治6年）- 石垣・水成川・大川・松永の4小学校の設置[1]。
- 1889年（明治22年）4月 - 別府尋常小学校。
- 1941年（昭和16年）4月 - 別府国民学校に改称。
- 1947年（昭和22年）4月 - 頴娃町立別府小学校に改称。
- 1972年（昭和47年）11月 - 100周年記念事業・記念式の挙行。
- 2007年（平成19年）12月1日 - 町の合併により、南九州市立別府小学校に改称。
- 2021年（令和3年）4月1日 - 南九州市立松原小学校を併合。

## 校歌
- 作詞：簔手重則、作曲：林幸光[2]

## 通学区域
- 南九州市[3]
  - 吉崎、福留、石垣、鶴成、次下、東水成川、南組、岡村、東大川、南大川、北大川、西大川、蓮子、摺木、耳原、小原、松永

## 進学先中学校
- 南九州市立頴娃中学校[3]